# Sejnane
Sedjnane o Sejnane o Sejnene (àrab: سَجْنَان, Sajnān) és una ciutat de Tunísia, a la governació de Bizerta, situada uns 60 km a l'oest de la ciutat de Bizerta, i uns 25 km al sud del Cap Serrat. És entre el Djebel Ain Chouna, al nord, i el Djebel Tabourna, al sud, i té estació de ferrocarril. És capçalera d'una delegació amb 43.800 habitants al cens del 2004. La ciutat només té 4.727 habitants, però inclou diversos nuclis a la rodalia que apugen aquesta xifra fins més del doble.

## Economia
És centre de producció artesanal de plats i pots amb motius sovint amazics, per utilitzar en la vida diària més que per al turisme. Al nord, entre Kef Abbed i Cap Serrat s'ha establert un projecte turístic-ecològic de promoció privada que pretén restablir el patrimoni vegetal de la zona i intensificar l'arboricultura exòtica (kiwi, mango, alvocat…).

## Fauna
Al nord-oest de la ciutat, la maresma de Sejnane és un espai on les cigonyes hi passen l'hivern.

## Administració
És el centre de la delegació o mutamadiyya homònima, amb codi geogràfic 17 54 (ISO 3166-2:TN-12), dividida en vuit sectors o imades:
- Sedjnane (17 54 51)
- El Mâalia (17 54 52)
- El Ababssa (17 54 53)
- El Hachachna (17 54 54)
- Sehabna (17 54 55)
- Sidi Mechrek (17 54 56)
- Amaden (17 54 57)
- Mechargua (17 54 58)

Al mateix temps, forma una municipalitat o baladiyya (codi geogràfic 17 12), que s'estén per quatre dels vuit sectors o imades de la delegació o mutamadiyya:
- Sedjnane (17 54 51)
- Sehabna (17 54 55)
- Sidi Mechrek (17 54 56)
- Mechargua (17 54 58)